# 第六星形二十面體
第六星形二十面體是正二十面體的一種星形化體，為正二十面體的面向外延伸並相交所形成的第六種立體，外觀看起來像是部分面凹陷的正十二面體，並且每個凹陷處都有一個五角錐狀尖刺向外突出。

## 性質
第六星形二十面體由十對平行的面組成，每個面皆會互相遮蔽，而每個面露在外面的部份有3個鳶形和3個凹五邊形。若將每個可見部分視為一個獨立的面，則這個立體共有120個面，可分為60個為內凹的部分和60個構成向外尖角的面。這樣的結構在杜瓦記號中可以用Fg1來表示，這代表其包含了星形二十面體中的F胞和g1胞（G層子胞），即從中間數來的第8、第9和第12個胞。
| 星形二十面體中的胞 | 構成第六星形二十面體的面 |

### 構成
這個立體可以視為由凹五角錐十二面體（第三星形二十面體）和12個向外突出的五角錐體構成，向外突出的尖刺部分外觀與第九星形二十面體類似。:52

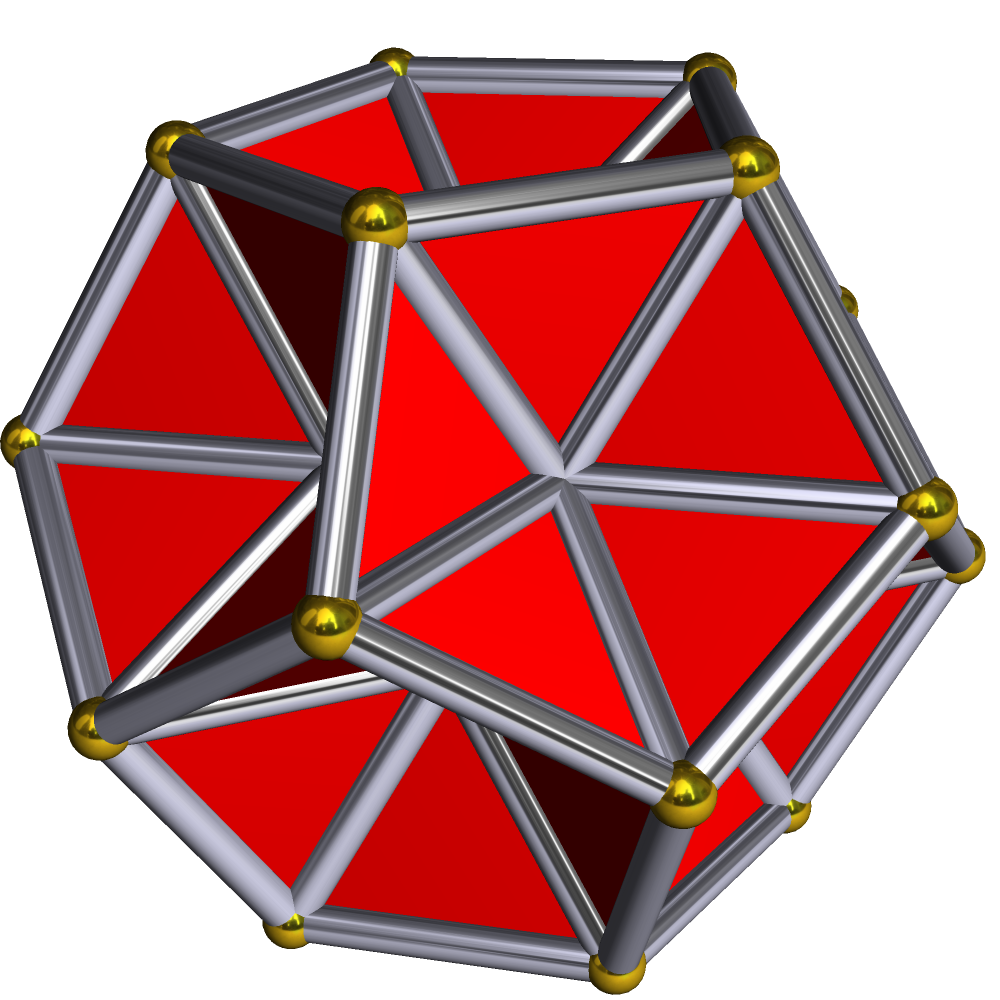
凹五角錐十二面體
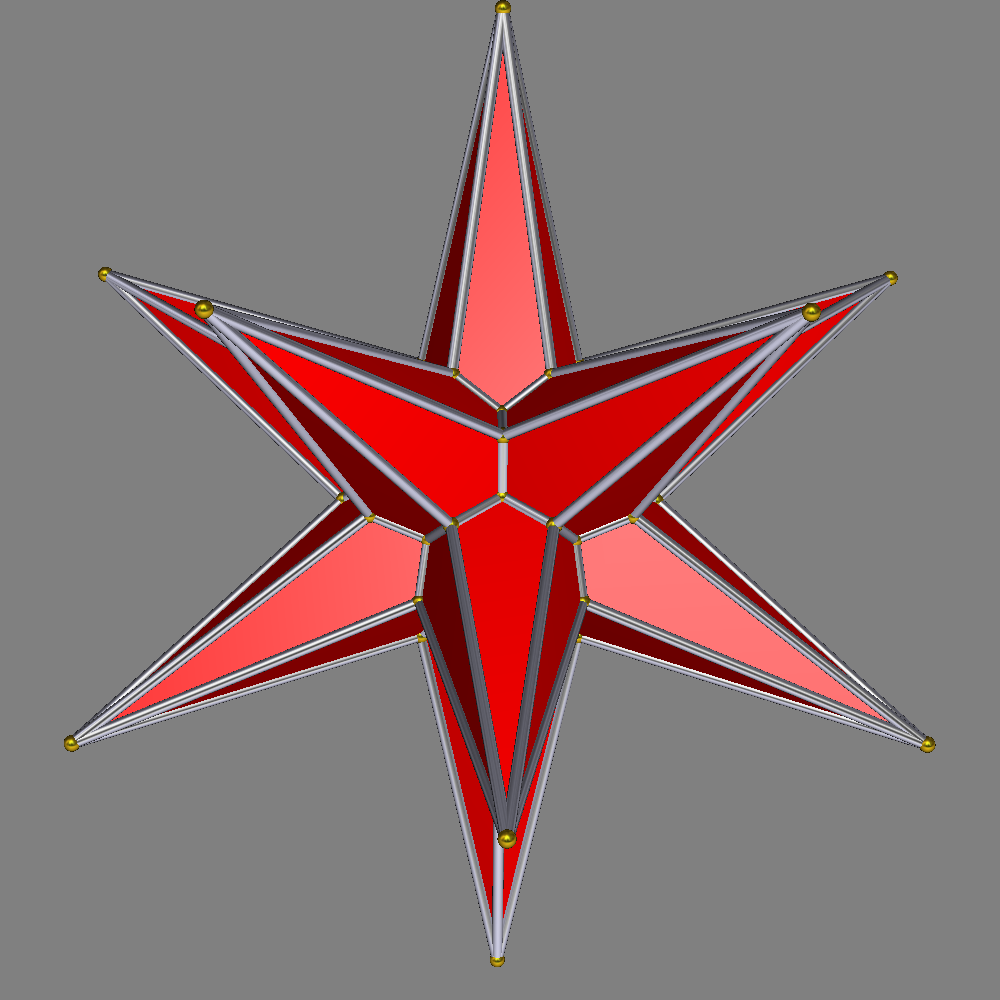
第九星形二十面體
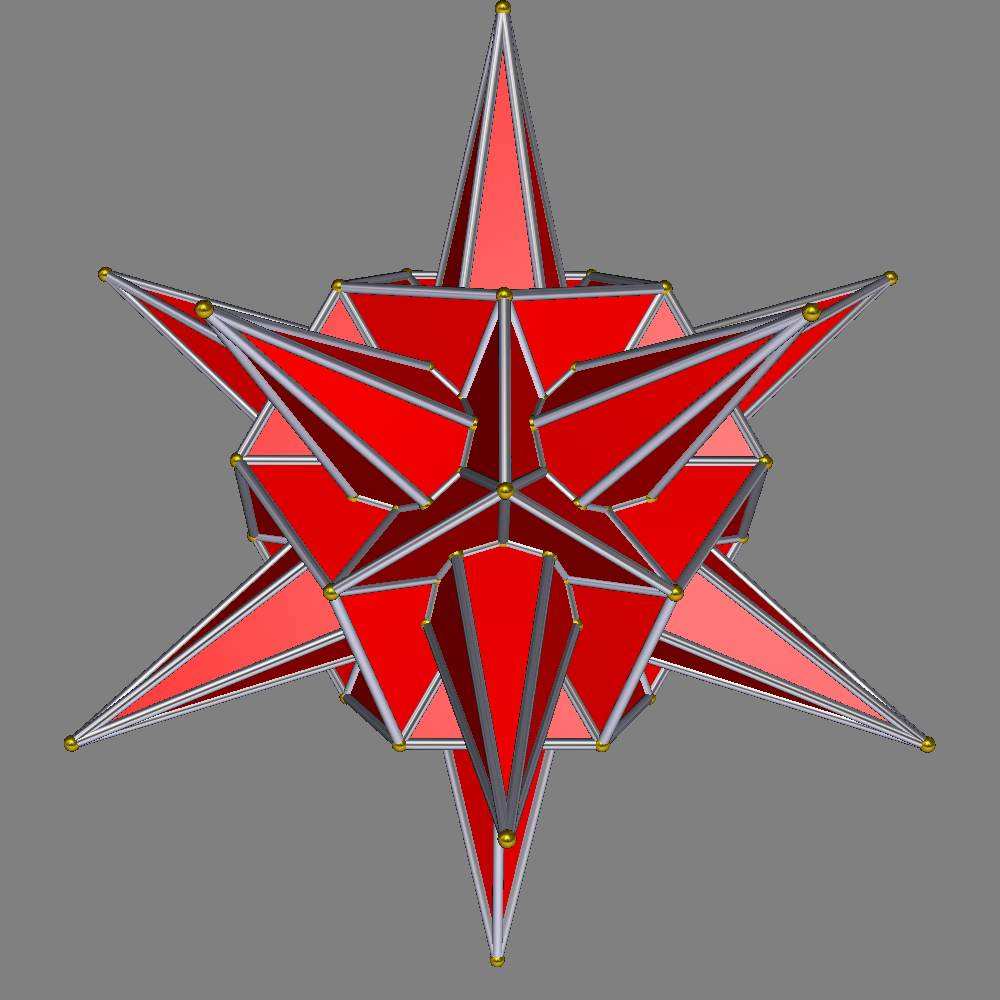
第六星形二十面體

這個立體也可以視為由凹五角錐十二面體和f2星形二十面體的組合。:22

## 相關多面體
部分最外層為f2g1的星形二十面體也具有相似的形狀：
| 名稱                                                    | 杜瓦記號  | 星狀圖 | 立體圖 |
| ------------------------------------------------------- | --------- | ------ | ------ |
| 第六星形二十面體 23 （《五十九種二十面體》） 17（惠勒） | Fg1       |        |        |
| 50 （《五十九種二十面體》）                             | Ef1g1     |        |        |
| 54 （《五十九種二十面體》）                             | e2f1f2g1  |        |        |
| 55 （《五十九種二十面體》）                             | De2f1f2g1 |        |        |
| 56 （《五十九種二十面體》）                             | Ef1f2g1   |        |        |

### e1f1g1星形二十面體
第六星形二十面體可以視為將f2星形二十面體嵌入到e1f1g1星形二十面體中構成。:18

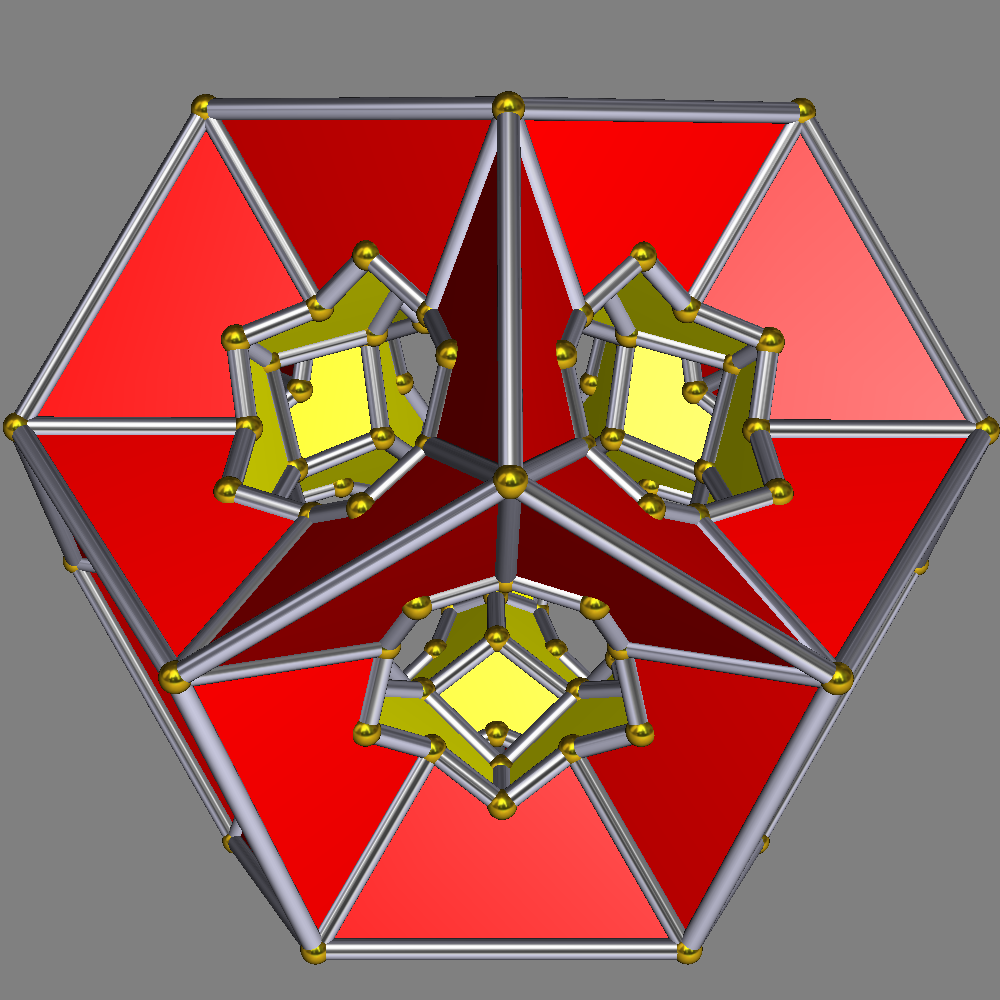
e1f1g1星形二十面體
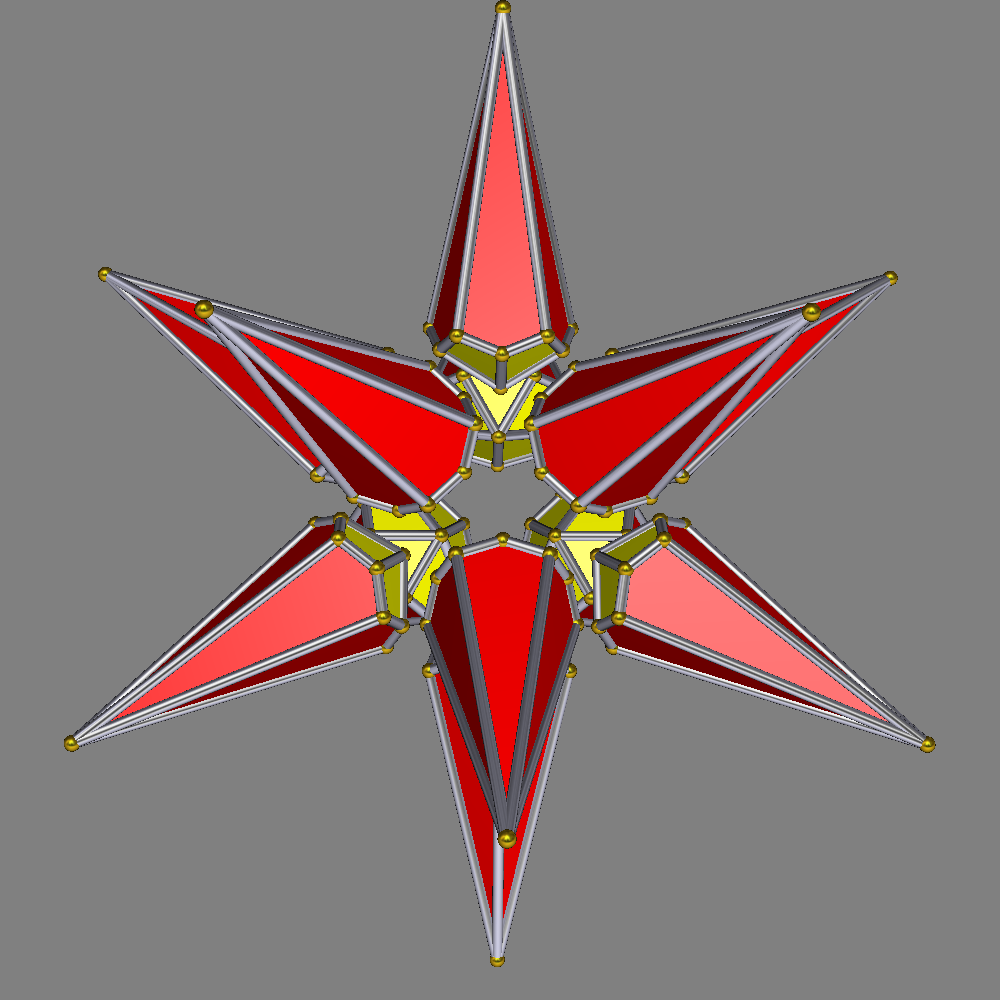
f2星形二十面體
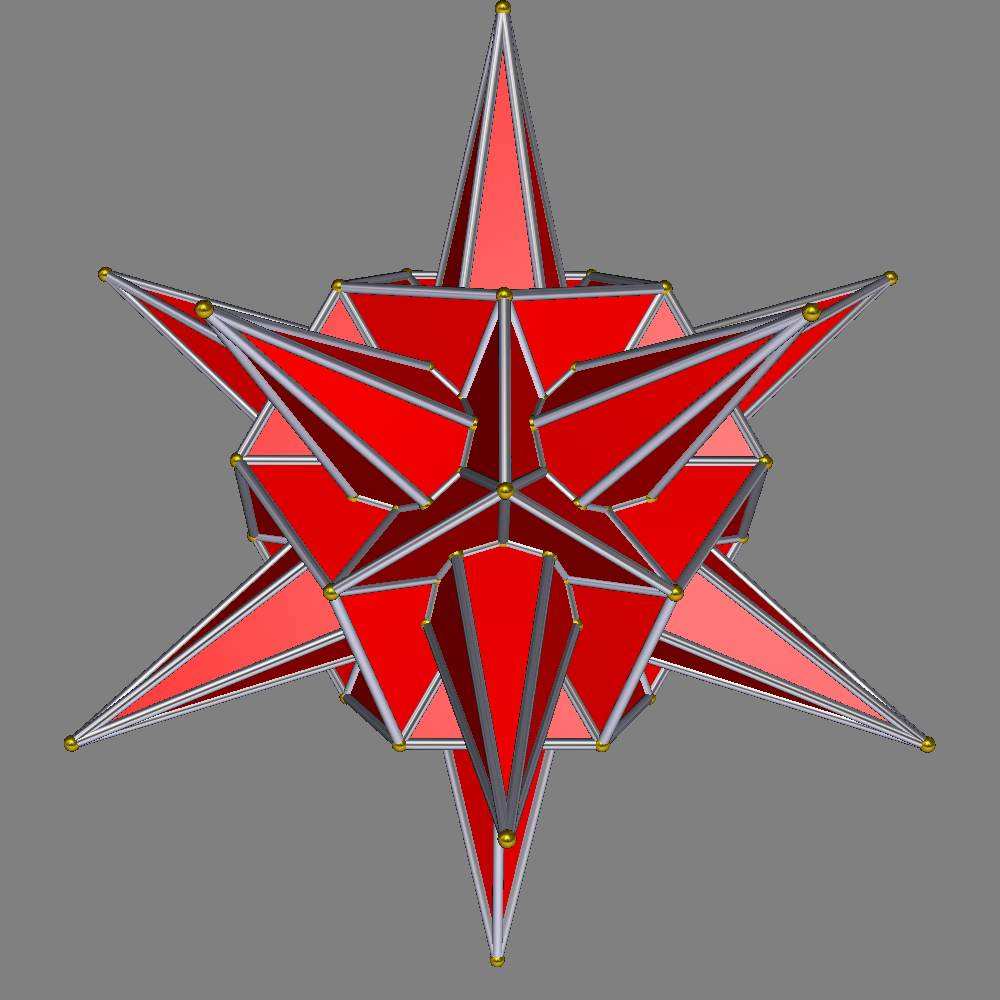
第六星形二十面體

e1f1g1星形二十面體外觀類似一個中心挖空並破洞的凹五角錐十二面體:21。組成這個立體的星形二十面體胞為第3、第6、第9和第12個胞。
| 星形二十面體中的胞 | 構成e1f1g1星形二十面體的面 |

有另一種杜瓦記號也記為e1f1g1的星形二十面體，其組成胞為第3胞、左側的第5胞、右側的第6胞、左側的第9胞、右側的第10胞和第12胞組成。為了區別，通常會透過粗體來表示其所代表的胞層的差異。另外這種立體有收錄於溫尼爾的多面體模型中，為其描述的第十四種星形二十面體。

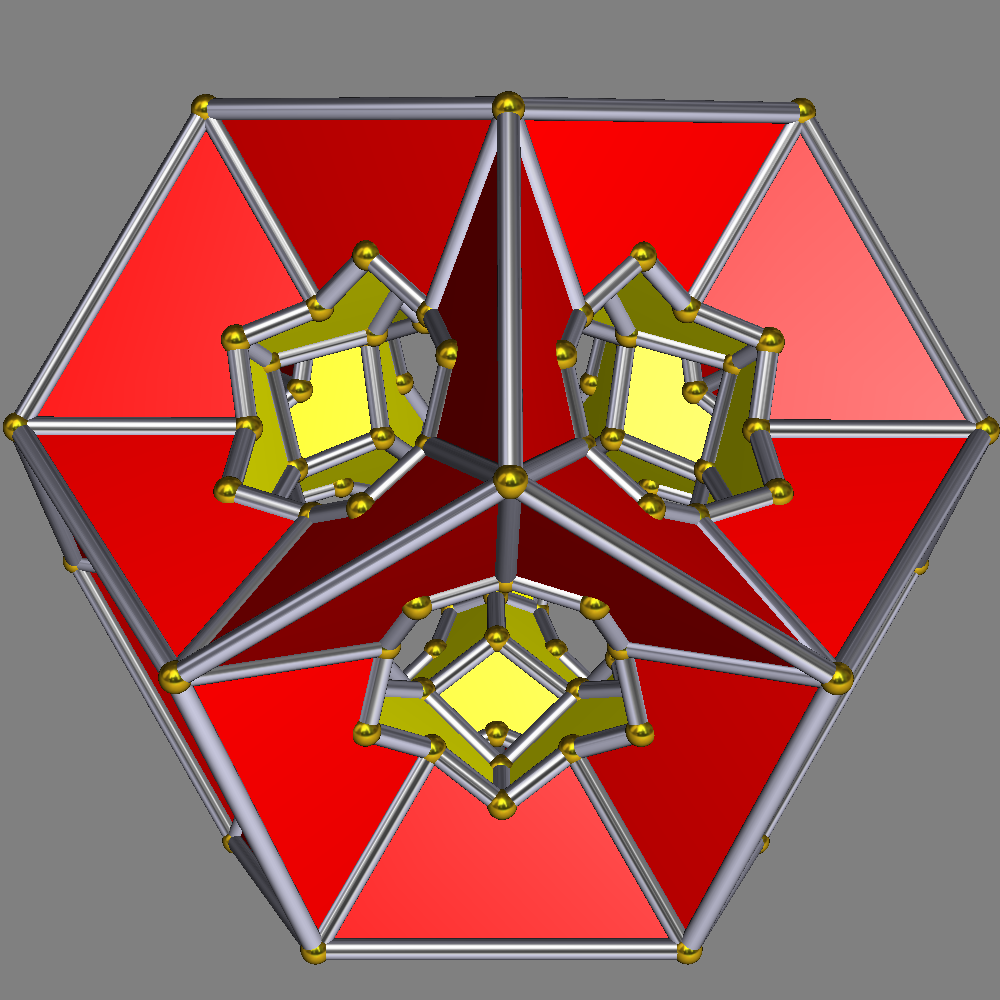
e1f1g1星形二十面體
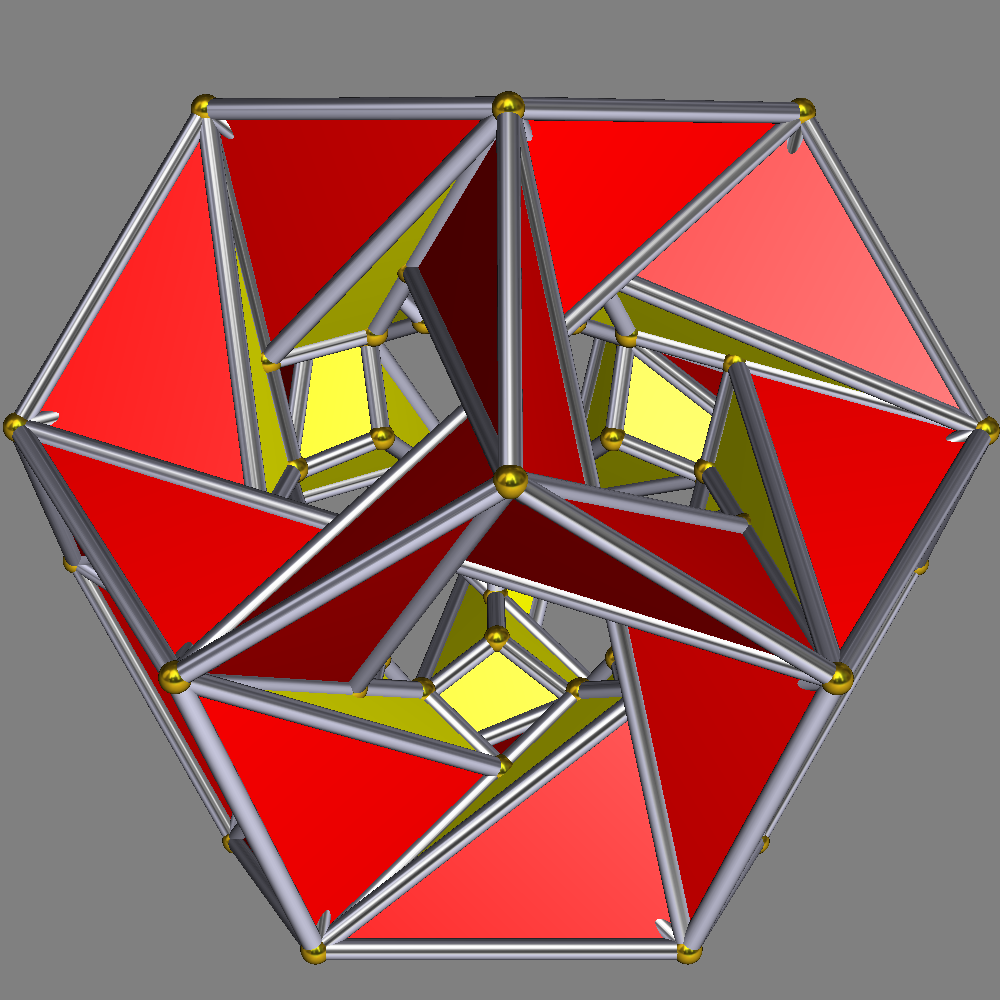
第十四星形二十面體